# Lesley McKenna
Lesley McKenna (ur. 9 sierpnia 1974 w Inverness) – brytyjska snowboardzistka. Jej najlepszym wynikiem olimpijskim jest 17. miejsce w halfpipe’ie na igrzyskach w Salt Lake City. Jej najlepszym wynikiem na mistrzostwach świata jest 8. miejsce na mistrzostwach w Arosa. Najlepsze wyniki w Pucharze Świata osiągnęła w sezonie 2002/2003, kiedy to zajęła 10. miejsce w klasyfikacji generalnej. W sezonach 2000/2001 i 2003/2004 była trzecia w klasyfikacji halfpipe’a.

## Sukcesy

### Igrzyska olimpijskie
| Miejsce | Dzień     | Rok  | Miejscowość    | Konkurencja | Zwycięzca    |
| ------- | --------- | ---- | -------------- | ----------- | ------------ |
| 17.     | 10 lutego | 2002 | Salt Lake City | Halfpipe    | Kelly Clark  |
| 33.     | 13 lutego | 2006 | Turyn          | Halfpipe    | Hannah Teter |
| 30.     | 18 lutego | 2010 | Vancouver      | Halfpipe    | Torah Bright |

### Mistrzostwa Świata
| Miejsce | Dzień       | Rok  | Miejscowość          | Konkurencja       | Zwycięzca                   |
| ------- | ----------- | ---- | -------------------- | ----------------- | --------------------------- |
| 28.     | 21 stycznia | 1997 | San Candido          | Gigant            | Sondra van Ert              |
| 36.     | 24 stycznia | 1997 | San Candido          | Halfpipe          | Anita Schwaller             |
| 28.     | 25 stycznia | 1997 | San Candido          | Slalom równoległy | Dagmar Mair unter der Eggen |
| 25.     | 12 stycznia | 1999 | Berchtesgaden        | Gigant            | Margherita Parini           |
| 31.     | 14 stycznia | 1999 | Berchtesgaden        | Gigant równoległy | Isabelle Blanc              |
| 12.     | 16 stycznia | 1999 | Berchtesgaden        | Halfpipe          | Kim Stacey                  |
| 20.     | 17 stycznia | 1999 | Berchtesgaden        | Snowboardcross    | Julie Pomagalski            |
| DNF     | 23 stycznia | 2001 | Madonna di Campiglio | Gigant            | Karine Ruby                 |
| 35.     | 24 stycznia | 2001 | Madonna di Campiglio | Gigant równoległy | Ursula Bruhin               |
| 17.     | 27 stycznia | 2001 | Madonna di Campiglio | Halfpipe          | Sondra van Ert              |
| 17.     | 16 stycznia | 2003 | Kreischberg          | Halfpipe          | Doriane Vidal               |
| 21.     | 22 stycznia | 2005 | Whistler             | Halfpipe          | Doriane Vidal               |
| 8.      | 20 stycznia | 2007 | Arosa                | Halfpipe          | Manuela Pesko               |
| 22.     | 23 stycznia | 2009 | Kangwŏn              | Halfpipe          | Liu Jiayu                   |

### Puchar Świata

#### Miejsca w klasyfikacji generalnej
- 1996/1997 – 68.
- 1997/1998 – 83.
- 1998/1999 – 23.
- 1999/2000 – 23.
- 2000/2001 – 18.
- 2001/2002 – 11.
- 2002/2003 – 10.
- 2003/2004 – –
- 2004/2005 – –
- 2005/2006 – 71.
- 2006/2007 – 54.
- 2007/2008 – 59.
- 2008/2009 – 55.
- 2009/2010 – 106.

#### Miejsca na podium
1. Berchtesgaden – 10 lutego 2001 (Halfpipe) – 2. miejsce
2. Sapporo – 18 lutego 2001 (Halfpipe) – 2. miejsce
3. Sapporo – 1 marca 2003 (Halfpipe) – 1. miejsce
4. Tandådalen – 5 grudnia 2003 (Halfpipe) – 1. miejsce
5. Stoneham – 20 grudnia 2003 (Halfpipe) – 3. miejsce
6. Kreischberg – 23 stycznia 2004 (Halfpipe) – 2. miejsce